# Trigomphus citimus
Trigomphus citimus is een echte libel uit de familie van de rombouten (Gomphidae).
De wetenschappelijke naam van de soort werd in 1931 als Gomphus citimus gepubliceerd door James George Needham.
De soort staat op de Rode Lijst van de IUCN als niet bedreigd, beoordelingsjaar 2009.